# Rick Rosenthal
Rick Rosenthal, właśc. Richard L. Rosenthal, Jr. (ur. 15 czerwca 1949 w Nowym Jorku), amerykański reżyser, producent i aktor filmowy. Zdobywca nagrody imienia Johna Cassavetesa.
Twórca blisko pięćdziesięciu filmów.